# 운암중학교 (대구)
운암중학교(雲巖中學校)는 대한민국 대구광역시 북구 구암동에 있는 공립 중학교이다. 그리고 학생들이 착하다

## 학교 연혁
- 1997년 11월 6일 : 학교 설립인가
- 1999년 2월 27일 : 학교 신축 교사 준공
- 1999년 3월 1일 : 초대 정태화 교장 취임
- 1999년 3월 3일 : 제1회 입학식(1학년 12학급 488명)
- 2002년 2월 8일 : 제1회 졸업식(졸업생 489명)
- 2003년 4월 21일 : 운곡당(도서관) 개관(장서 13,428권 확충)
- 2009년 1월 16일 : 강당 신축 준공
- 2020년 9월 1일 : 제8대 김성열 교장 취임
- 2022년 2월 10일 : 제21회 졸업식(졸업생 199명, 누계 7,609명)
- 2022년 3월 2일 : 제24회 입학식(8학급 136명 남 69명, 여 67명)

## 참고 자료
- 운암중학교 - 한국교육학술정보원 학교알리미